# Tino Lindenberg

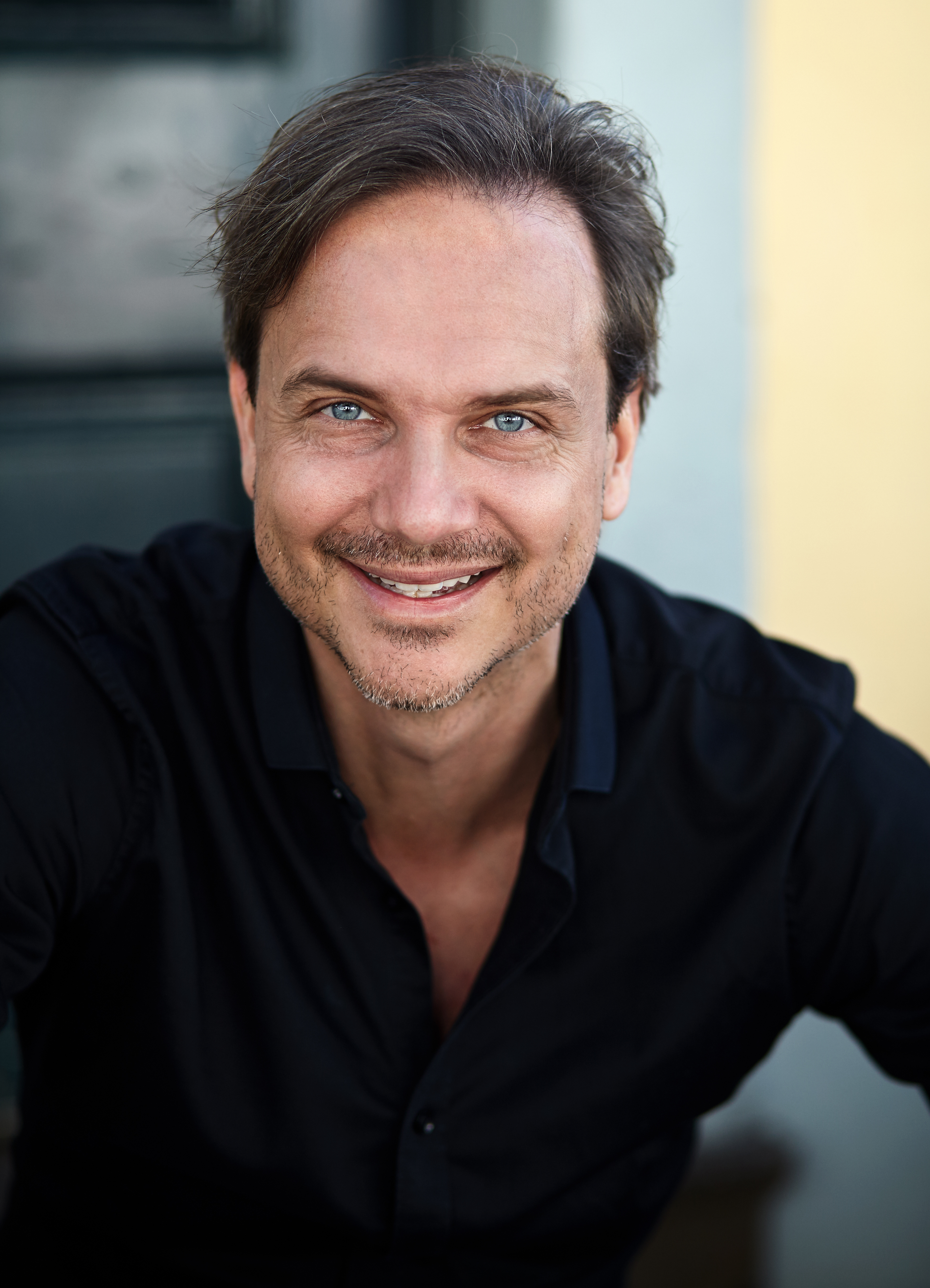
Schauspieler Tino Lindenberg

Tino Lindenberg (* 24. September 1975 in Köln) ist ein deutscher Schauspieler.

## Leben
Nach dem Abitur studierte Lindenberg ab 1996 Rechtswissenschaft an der Universität zu Kiel. Zwischen 1998 und 2002 absolvierte er ein staatliches Schauspielstudium an der Hochschule für Musik und Theater „Felix Mendelssohn Bartholdy“ in Leipzig.
Nachdem er am Schauspiel Leipzig unter anderem in der Rolle des Stauffachers in Wilhelm Tell zu sehen war, ging er ab 2002 ins Fest-Engagement ans Staatstheater Darmstadt. Dort spielte er unter anderem Hauptrollen in klassischen Theaterstücken wie Kabale und Liebe, Don Carlos, Romeo und Julia. Es folgten Engagements als Schauspieler am Schauspiel Köln und am Nationaltheater Mannheim. Neben seinen Schauspieltätigkeiten wirkt er als ausgebildeter Sprecher ebenfalls bei Synchron- und Hörspielproduktionen mit und war bis 2011 als Schauspieldozent an der Schauspielschule Theaterakademie Mannheim beschäftigt.
2011 bis 2013 folgte ein Engagement bei Stage Entertainment im Musical Hinterm Horizont in Berlin. In den Folgejahren wirkte er zunehmend in Film- und Fernsehproduktionen mit, u. a. 2013 in der ZDF-Krimiserie Spreewaldkrimi, 2015 in der täglichen Sat.1-Comedy Mila. Parallel nahm er Gastengagements am Grenzlandtheater Aachen sowie an den Burgfestspielen Bad Vilbel an.

## Filmografie
| Jahr | Titel                                                             | Sparte                  | Regisseur | Rolle                    |
| --- | ----------------------------------------------------------------- | ----------------------- | --- | ------------------------ |
| 2019 | Gute Zeiten, schlechte Zeiten                                     | TV-Serie, RTL           | Boris Keidies, Christian Singh, Janka Venus                                                                                                  | Michael Baumbach [EHR]   |
| 2018 | Soko Wismar                                                       | TV-Serie, ZDF           | Esther Wengler | Jens Frühauf [ENR]       |
| 2017 | Licht Blick                                                       | Kurzspielfilm           | Matthias Hedwig | Arzt [NR]                |
| 2017 | Soko München                                                      | TV-Serie, ZDF           | diverse | Marcel Kogler [EHR]      |
| 2016 | Tatverdacht – Team Frankfurt ermittelt                            | TV-Serie, RTL           | Cornelia Dohrn van Rossum | Rudolf Handke [EHR]      |
| 2016 | Triple Ex                                                         | TV-Serie, RTL           | Jan Markus Linhof | Martin [ENR]             |
| 2015 | Mila (75 Folgen)                                                  | TV-Serie, Sat.1         | Patrick Caputo, Gudrun Scheerer, Britta Keils, Jurij Neumann, Patricia Frey, Cornelia Dohrn-von-Rossum, Kerstin Schefberger, Matthias Hedwig | Uwe Blond [DHR]          |
| 2015 | Familie Dr. Kleist                                                | TV-Serie, MDR           | Stefan Bühling | Banker Herr Jahn [ENR]   |
| 2013 | Spreewaldkrimi – Die Tote im Weiher                               | TV-Film (Reihe), ZDF    | Sherry Hormann | Bauer Delegation [NR]    |
| 2009 | Auf in die schwarzweißen Jahre – Wer hat Rheinland-Pfalz gemacht? | Dokumehrteiler, SWR     | Ulrike Gehring | Bürgermeister [HR]       |
| 2005 | Metro Cash & Carry – Gastorientiertheit                           | Lehrfilm                | Andreas Schlosser | Kunde [HR]               |
| 1999 | Escape from Colditz – The Escape Academy                          | Doku (Reihe), Channel 4 | Chris Durlacher | Alliierter Offizier [NR] |
| (DHR=durchgehende Hauptrolle; EHR=Episoden-Hauptrolle; ENR=Episoden-Nebenrolle; HR=Hauptrolle; NR=Nebenrolle) |                                                                   |                         | |                          |

## Engagements – Theater (Auswahl)
| Jahr      | Stück                         | Rolle             | Regisseur             | Theater                                           |
| 2017      | Wie im Himmel                 | Daniel Daréus     | Milena Paulovics      | Burgfestspiele Bad Vilbel                         |
| 2014      | Geschlossene Gesellschaft     | Garcin            | Franz Mestre          | Grenzlandtheater Aachen                           |
| 2013–2014 | Der Vorname                   | Vincent Larchet   | Wolfgang Hagemann     | Aachen                                            |
| 2011–2013 | Hinterm Horizont              | Stasi Patschinski | Ulrich Waller         | Theater am Potsdamer Platz Berlin                 |
| 2006–2011 | Die Leiden des jungen Werther | Werther           | Andrea Thiesen        | Staatstheater Darmstadt-Kammerspiele              |
| 2004–2011 | Endstation Sehnsucht          | Mitch             | Jens Poth             | Staatstheater Darmstadt                           |
| 2009–2010 | Die Kassette                  | Seidenschnur      | Sybille Broll-Pape    | Kooperation Staatstheater Wiesbaden und Darmstadt |
| 2004–2011 | Der Kirschgarten              | Der Student       | Hermann Schein        | Staatstheater Darmstadt – Kammerspiele            |
| 2008–2009 | Romeo und Julia               | Romeo             | Jens Poth             | Staatstheater Darmstadt                           |
| 2005–2006 | Don Karlos                    | Marquis Posa      | Michael Helle         | Staatstheater Darmstadt                           |
| 2009–2010 | Ariadne auf Naxos             | Haushofmeister    | Monique Wagemakers    | Nationaltheater Mannheim                          |
| 2006–2007 | Troilus und Cressida          | Äneas             | Marc Günther          | Bühnen der Stadt Köln                             |
| 2004–2005 | Iron John                     | Königssohn        | Kay Voges             | Staatstheater Darmstadt                           |
| 2002–2004 | Kabale und Liebe              | Ferdinand         | Elisabeth Krejcir     | Staatstheater Darmstadt                           |
| 2002–2004 | Der Geizige                   | Cleante           | Frank-Patrick Steckel | Staatstheater Darmstadt                           |
| 2001–2002 | Liebestoll                    | Martin            | Peter Förster         | Schaubühne Lindenfels                             |
| 2001–2002 | Wilhelm Tell                  | Stauffacher       | Johanna Schall        | Schauspielhaus Leipzig – Neue Szene               |
| 2000–2002 | Schiff der Träume             | Liebhaber         | Wolfgang Engel        | Schauspiel Leipzig                                |

## Regie
- 2011: Die sieben Todsünden[8] – Komödie von Andreas Schmidt und Luci van Org – Abschlussinszenierung der Absolventen 2011 Theaterakademie Mannheim